# Les Amis de tous les enfants du monde
Vous pouvez aider à l'améliorer ou bien discuter des problèmes sur sa page de discussion.
- Il n'est pas vérifiable et peut contenir des informations totalement erronées. Il est fortement conseillé aux contributeurs d'étayer son contenu par des sources fiables. Sans cela, sa suppression pourrait être envisagée. (si vous venez d'apposer le bandeau, veuillez cliquer sur ce lien pour créer la discussion et en afficher les indications). (Marqué depuis mai 2025)
- Il peut contenir un travail inédit ou des déclarations non vérifiées. Vous pouvez l’améliorer en ajoutant des références. (Marqué depuis mai 2025)

- Archive Wikiwix
- Bing
- Cairn
- DuckDuckGo
- E. Universalis
- Gallica
- Google
- G. Books
- G. News
- G. Scholar
- Persée
- Qwant
- (zh) Baidu
- (ru) Yandex
- (wd) trouver des œuvres sur Wikidata

Vous pouvez aider à l'améliorer ou bien discuter des problèmes sur sa page de discussion.
- Il ne cite pas suffisamment ses sources. Vous pouvez indiquer les passages à sourcer avec {{référence nécessaire}} ou {{Référence souhaitée}}, et inclure les références utiles en les liant aux notes de bas de page. (Marqué depuis mai 2025)

- Archive Wikiwix
- Bing
- Cairn
- DuckDuckGo
- E. Universalis
- Gallica
- Google
- G. Books
- G. News
- G. Scholar
- Persée
- Qwant
- (zh) Baidu
- (ru) Yandex
- (wd) trouver des œuvres sur Wikidata

Les amis de tous les enfants du monde est une chorale originaire de Douai, dans le Nord. Le groupe compte 1 600 chansons enregistrées, réparties sur plus de 150 albums.

## Biographie
La chorale est composée d’une dizaine d’enfants, de 9 à 13 ans. La chorale compte plus de 1600 chansons réparties sur plus de 150 albums. La plupart de ces chansons sont écrites par Jean Humenry. Elle participe de nombreuses fois à des émissions de radio et de télévision, aux côtés de Sœur Emmanuelle sur France 2, avec Patrick Bruel sur TF1, France 2 et M6, en reportage sur KTO, ou encore interviewés pour la RTBF et sur France 3...[réf. nécessaire].
Le groupe propose une quarantaine de prestations chaque année, enrichies de mises en scène avec sonorisation, jeux de lumière, projections de photos et de vidéos, partout en France, mais aussi en Belgique, au Luxembourg, au Québec (Canada)...[réf. nécessaire] La chorale est soutenue par une association loi 1901 pour la gestion de ses activités.
La chorale est annoncée en tournée estivale nationale pour 2018, à l'occasion de son 30e anniversaire. Elle sera notamment de passage à Saint-Brice-de-Landelles, dans la Manche, mardi 7 août 2018.